# Subotai
Subotai Ba'atur o Subodei (c. 1176-1248) fue el principal estratega y teniente de Gengis Kan y de Ogodei Kan. Ayudó a Gengis Kan con sus campañas militares en Mongolia, China, Asia central y este de Europa. Posteriormente, bajo Ogodei, dirigió a las fuerzas mongolas en su máxima expansión hacia occidente y el centro de Europa.
Algunos historiadores afirman que Gengis Kan, receloso del incremento de su poder, solicitó su regreso a la capital del Imperio mongol. Esto queda en entredicho por el hecho de que Subotai estuvo mandando continuamente los ejércitos mongoles en campañas a partir de la época del mismo Gengis Kan, hasta casi el año de su muerte en 1248. También invadió Crimea, Rus de Kiev, Bulgaria del Volga, Bohemia, Turquía, y Hungría con Batu Kan.

## Primeros años
Las noticias sobre su origen son contradictorias. Si bien todas las fuentes coinciden en situar su origen entre la etnia Tuvá (en aquel entonces conocidos como Uriangkhai), algunos textos chinos apuntan a que era hijo de Qaban, un simple herrero que, cuando Subotai tenía diecisiete años, lo ofreció como sirviente a Gengis Kan (por entonces todavía Temujin). Sin embargo, el gran poema épico Historia Secreta de los Mongoles menciona a Subotai como hermano de Jelme (a la sazón uno de los más leales guerreros al servicio de Temujin), y por tanto hijo de Jarchigudai, en cualquier caso otro herrero de las tribus de los bosques al oeste del lago Baikal. Además, la cronología trazada en la Historia Secreta evidencia que Subotai no podía contar con más de trece años cuando se unió a las huestes del Gran Khan. 
Probablemente apoyado en el alto rango militar de su hermano (si creemos esta última versión), Subotai fue poco a poco alcanzando honores militares hasta llegar al puesto más alto posible para alguien que no pertenecía al linaje de sangre de Gengis Kan. Contado entre uno de los «perros de la guerra» del Gran Kan, fue llamado así por este y por sus enemigos, convirtiéndose en uno de los estrategas militares más notables de la historia. Por este motivo, Subotai siempre es mencionado como un ejemplo de la meritocracia aplicada en el Imperio mongol.
Para el anecdotario queda, como ejemplo de su lealtad a Temujin, la historia que relata como Subotai, en una ceremonia de jura de lealtad a Gengis Kan, después de que varios guerreros hicieran grandilocuentes discursos en honor a su líder, se arrodilló y, ante el asombro de los asistentes a la ceremonia, realizó esta jura, a todas luces muchos menos honorable que las de sus compañeros: "Seré como una rata y reuniré a más. Seré como un cuervo que reúne grandes bandadas. Como la manta de fieltro que cubre tu caballo, reuniré soldados para cubrirte. Como la manta de fieltro que protege tu tienda del viento, congregaré grandes ejércitos que abriguen tu tienda." Con esta frase queda claro que Subotai, lejos de ser un guerrero con ascendencia noble, es un leal servidor de su líder dispuesto a rebajarse al nivel de una rata si con ello le sirve de ayuda.

## Habilidad táctica
Subotai fue uno de los primeros generales mongoles, antes incluso que el propio Gengis Kan, en reconocer la importancia de los ingenieros en los asedios. Incluso en el campo de batalla, utilizó las armas de asedio como lo hicieron los chinos en campañas anteriores. Esta era una táctica novedosa para las fuerzas a las que él hizo frente en Europa y la estepa. Subotai era también conocido por incorporar a las tropas conquistadas a sus fuerzas, especialmente aquellas que, como ingenieros, aportaron a su ejército con sus habilidades especializadas.
Era muy hábil tanto en la metódica planificación de sus campañas como en el uso de la inteligencia militar. Así, utilizó espías para recopilar información sobre los principados rusos, polacos y los húngaros por lo menos con un año de antelación de los ataques contra cada uno. También adaptó su estrategia según el enemigo al cual enfrentaba, alterando sus tácticas de acuerdo al movimiento de los opositores, el terreno, y el clima. Además acentuó a la caballería ligera como la fundación primaria de su ejército, y se cercioró de que sus tropas fueran móviles y autosuficientes.
A diferencia de los ejércitos europeos o japoneses, que valoraban el coraje en un jefe sobre todo lo demás, los mongoles valoraban por encima de todo la habilidad estratégica y la habilidad de hacer ajustes tácticos en la confusión de la batalla. Subotai y Batu Kan se sentaban en una colina, apartada del peligro, y desde ahí transmitían órdenes por medio de banderas.

## Ataque al centro y este de Europa
El primer contacto de los mongoles con un pueblo europeo se produjo en 1221 cuando en la persecución del sultán de Jorezm, Mohamed II, las tropas de Subotai y de Dschebe-noion (o Yebe), otro famoso comandante mongol, bordearon el mar Caspio y atacaron al reino cristiano de Georgia. Subotai y Yebe derrotaron a las fuerzas georgianas y convirtieron al reino en un estado vasallo del Imperio mongol.
Después los mongoles se dedicaron a explorar las llanuras de Europa oriental, hicieron algunos aliados entre la tribu túrquica de los kipchakos, y Subotai y Yebe fijaron su primer objetivo en las tierras agrícolas y en las ciudades del norte del Mar Negro, llegando a orillas del Dniéper en abril de 1223. Frente a los mongoles se formó un ejército, de entre cuarenta y ochenta mil hombres, con aportaciones de los príncipes de la Rus de Kiev bajo el mando de Mstislav Románovich de Kiev que sufrió una aplastante derrota en la Batalla del río Kalka. La Crónica de Nóvgorod de 1224 afirma que sólo volvieron uno de cada diez hombres.
Después de estas victorias los mongoles se retiraron sin conquistar ciudades ni ocupar las tierras permanentemente. Sin embargo, doce años después, con el tercer hijo de Gengis Kan, Ogodei, como Gran Kan, en una trascendente jurultai (asamblea de clanes) la influencia de Subotai resultó decisiva para que los mongoles se decidieran a dividir sus fuerzas para la conquista de más territorios en Europa a la vez que emprendían un ataque a la China de la dinastía Song. Parece que Subotai no contaba con la confianza del nuevo Kan, pero sí convenían sus planes a la familia del primogénito de Gengis Kan, Jochi, que había heredado la parte occidental del imperio. Con Subotai participaron en la campaña dos de los más capaces nietos de Gengis Kan, Batú y Mongke, además del futuro Gran Kan, Guyuk Kan. En 1235, al iniciarse la campaña, Subotai tenía unos sesenta años, seguramente estaba tuerto y se contaba que estaba tan gordo que debía ser trasladado en un carro de hierro.
Unos dos años emplearon en los preparativos para la nueva campaña europea, enviando mensajeros y exploradores para reconocer el terreno, además de destacamentos para, según su costumbre, devastar zonas agrícolas y convertirlas en tierras de pastos para sus caballos. El primer objetivo que se marcó el ejército mongol fue la región del Volga, ocupada por entonces por pueblos búlgaros. La estrategia consistió en dividir el ejército en dos cuerpos y, mientras Subotai remontó el río, Mongke avanzó por el sur atravesando el territorio kipchako alcanzando una rápida victoria que les permitió transformar la zona en una base segura para el resto de la campaña.
El ataque contra Europa fue planeado y realizado por Subotai, que alcanzó fama por su brillante ejecución. Devastó los principados rusos y envió espías a los reinos de Polonia y Hungría e incluso al Ducado de Austria, en preparación de un ataque al corazón de Europa. Al tener una imagen clara de las relaciones entre los reinos europeos, Subotai preparó un brillante ataque bajo el mando nominal de Batú Kan (hijo de Jochi) y otros dos príncipes imperiales. Sin embargo Subotai era el jefe real en el campo, y por ende estuvo presente en las campañas septentrionales y meridionales contra la Rus de Kiev. Además, mandó la columna central del ataque mongol contra Hungría; de esta manera mientras la fuerza del norte mandada por Kaidu ganaba la Batalla de Liegnitz a los polacos y sus aliados germanos, el ejército de Kadan hacía lo mismo en Transilvania contra los húngaros y sus aliados croatas y austriacos. Subotai esperó a ambos en la invadida llanura húngara.

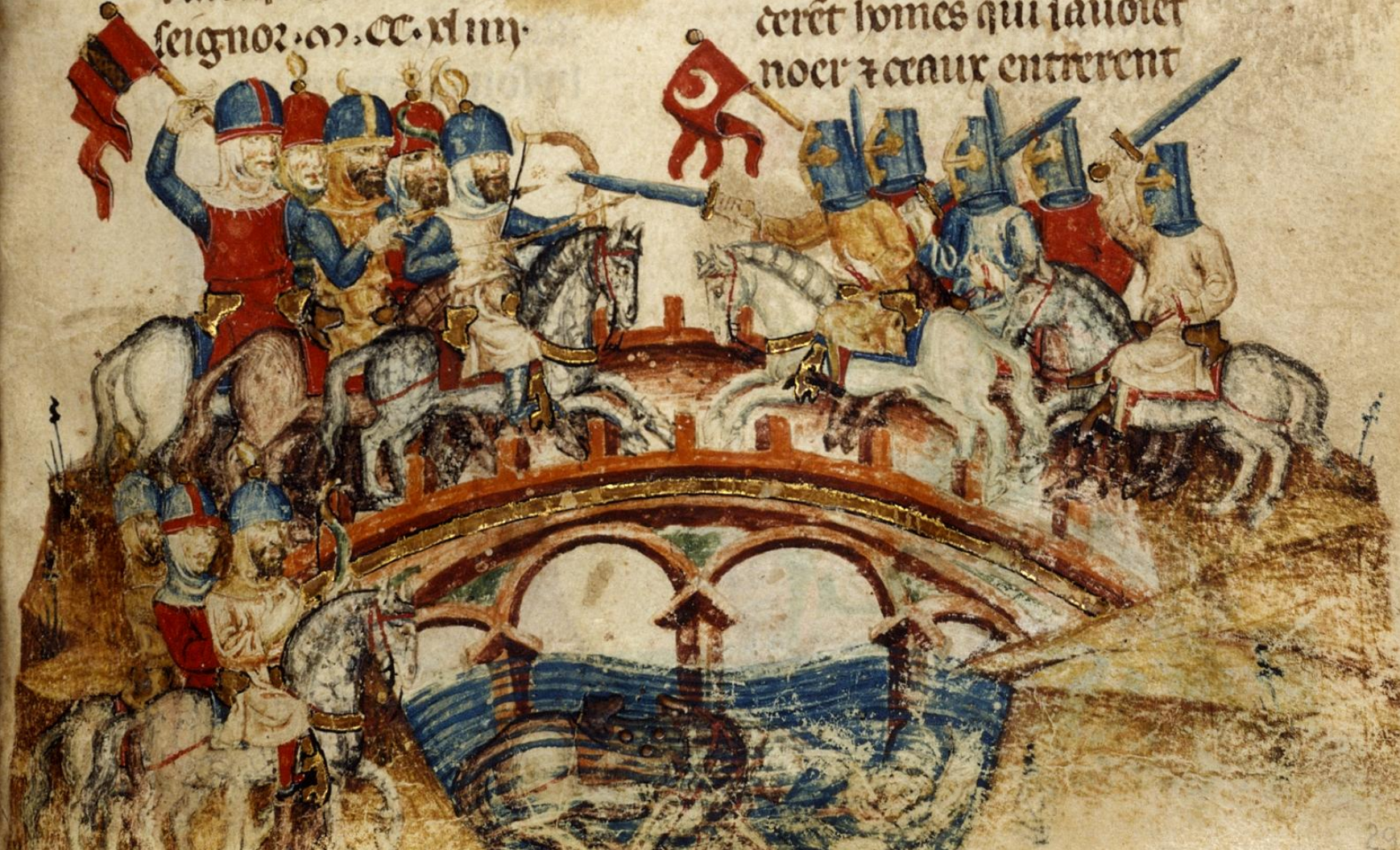
Batalla de Mohi (1241). Manuscrito medieval del

El rey Bela IV de Hungría había convocado un consejo de guerra en Gran, cerca de Buda y Pest. Mientras que Batú entraba en Hungría por el nordeste, los jefes húngaros decidieron concentrar su fuerza en Pest y después dirigirse al norte para enfrentarse al ejército mongol. Cuando las noticias del plan húngaro llegaron a oídos de los mongoles, éstos se retiraron lentamente al río Sajo, atrayendo a sus enemigos. Ésta era la estrategia mongola clásica, perfeccionada por Subotai. Preparó un campo de batalla adecuado a sus tácticas y esperó. Era una posición fuerte, porque los bosques ocultaban sus tropas, mientras que a través del río en el llano de Mohi, el ejército húngaro estaba claramente expuesto.
Solamente un día después de la victoria mongola en la batalla de Liegnitz (Polonia), Subotai empezó la batalla de Mohi (Hungría) durante la noche del 10 de abril de 1241. En el Mohi, una sola división cruzó el río en secreto para avanzar en el campo húngaro del flanco meridional. El cuerpo principal comenzó a cruzar el Sajo por el puente en Mohi, y continuó atacando al día siguiente. Se encontraron con una resistencia feroz, así que se usaron catapultas para eliminar a los arqueros asentados en el banco opuesto. Cuando la travesía fue terminada el segundo contingente atacó por el sur al mismo tiempo.
El ejército húngaro fue presa del pánico, y para asegurarse de que los húngaros no lucharan desesperadamente hasta el último hombre, los mongoles dejaron una salida obvia en su cerco. Como Subotai había planeado, los húngaros que huían lo hicieron por el hueco que habían dejado los mongoles, que llevaba a una zona pantanosa. Cuando los caballeros húngaros se dividieron, los arqueros mongoles los eliminaron a voluntad, hecho que se notó más adelante por los cadáveres que yacían en desorden en el campo por el lapso de dos días. Mataron en el Sajó a más de 40 000 combatientes, entre ellos a dos arzobispos y a tres obispos.
Hacia finales de 1241, Subotai planeaba la invasión de Austria, Italia y el Sacro Imperio Romano Germánico (actual Alemania), cuando se enteró de la muerte de Ogodei Kan. Los mongoles, según su costumbre, regresaron a Mongolia.
Las crónicas mongolas dicen que Subotai murió en 1248, a los 72 años de edad.